# Новоприморський
Новоприморський — селище у складі Приморського сільського поселення Неклинівського району Ростовської області.
Населення — 905 осіб (2010 рік).
За радянської влади тут була садиба 1-го відділення Таганрозького тресту їдалень.

## Географія
Село розташовано над лівою притокою річки Самбек, балкою Велика Комишуваха.

### Вулиці
- вул. Зелена,
- вул. Лугова,
- вул. Травнева,
- вул. Світла,
- вул. Центральна.